# Coupe de Serbie de football 2017-2018
Navigation
Coupe de Serbie 2016-2017 Coupe de Serbie 2018-2019
La Coupe de Serbie 2017-2018 est la 12e édition de la coupe nationale serbe. Elle prend place entre le 6 septembre 2017 et le 23 mai 2018, date de la finale disputée au stade municipal de Surdulica.
La compétition est remportée par le Partizan Belgrade, qui gagne son troisième titre d'affilée, le sixième en tout, face au Mladost Lučani.

## Format
Un total de 37 équipes prennent part à la compétition. Cela inclut l'intégralité des seize clubs de la première division serbe lors de la saison 2016-2017, ainsi que les seize équipes du deuxième échelon. Les cinq derniers clubs participants sont quant à eux les différents vainqueurs des coupes régionales de la saison 2016-2017, c'est-à-dire le Radnički Belgrade (Belgrade), le Rtanj Boljevac (Est), le Polet Laplje Selo (Kosovo-Métochie), le Zlatibor Čajetina (Ouest) et le Dinamo Pančevo (Voïvodine).
La grande majorité des confrontations se jouent en un seul match à élimination directe. Les demi-finales sont la seule exception et sont quant à elles disputées en deux manches. À l'exception de la finale, aucune prolongation n'est par ailleurs disputée en cas d'égalité à l'issue du temps règlementaire, la rencontre étant alors directement décidée par une séance de tirs au but.
Le vainqueur de la coupe se qualifie pour le deuxième tour de qualification de la Ligue Europa 2018-2019. Si celui-ci est déjà qualifié pour une compétition européenne par un autre biais, cette place qualificative est reversée au championnat de première division.

## Tour préliminaire
Un tour préliminaire est disputé afin de réduire le nombre de participants à 32 dans la perspective des seizièmes de finale. Cette phase marque le début de la compétition et concerne les cinq derniers de la deuxième division 2016-2017 ainsi que les cinq vainqueurs des coupes régionales pour un total de 10 équipes et cinq confrontations.
| Date             | Locaux                 | Score             | Visiteurs                |
| ---------------- | ---------------------- | ----------------- | ------------------------ |
| 6 septembre 2017 | Radnički Belgrade (D3) | 0 - 0 (4 - 3 tab) | (D3) OFK Odžaci          |
| 6 septembre 2017 | Rtanj Boljevac (D3)    | 2 - 2 (5 - 4 tab) | (D3) OFK Belgrade        |
| 6 septembre 2017 | Polet Laplje Selo (D4) | 3 - 1             | (D3) FK Kolubara         |
| 6 septembre 2017 | Zlatibor Čajetina (D3) | 4 - 1             | (D3) BSK Borča           |
| 6 septembre 2017 | Dinamo Pančevo (D3)    | 2 - 0             | (D3) ČSK Pivara Čelarevo |

## Seizièmes de finale
| Date              | Locaux                        | Score             | Visiteurs               |
| ----------------- | ----------------------------- | ----------------- | ----------------------- |
| 20 septembre 2017 | Javor Ivanjica (D1)           | 2 - 0             | (D2) Sinđelić Belgrade  |
| 20 septembre 2017 | Budućnost Dobanovci (D2)      | 3 - 3 (4 - 2 tab) | (D1) Voždovac Belgrade  |
| 20 septembre 2017 | Polet Laplje Selo (D4)        | 1 - 8             | (D1) Spartak Subotica   |
| 20 septembre 2017 | FK Jagodina (D2)              | 0 - 3             | (D1) FK Čukarički       |
| 20 septembre 2017 | Mačva Šabac (D1)              | 0 - 0 (4 - 2 tab) | (D1) OFK Bačka          |
| 20 septembre 2017 | Dinamo Pančevo (D3)           | 1 - 2             | (D1) Vojvodina Novi Sad |
| 20 septembre 2017 | Radnički Pirot (D2)           | 1 - 1 (6 - 5 tab) | (D2) FK Novi Pazar      |
| 20 septembre 2017 | Zlatibor Čajetina (D3)        | 0 - 0 (7 - 6 tab) | (D1) Radnički Niš       |
| 20 septembre 2017 | Radnički Belgrade (D3)        | 0 - 1             | (D1) Mladost Lučani     |
| 20 septembre 2017 | FK Zemun (D1)                 | 0 - 0 (5 - 6 tab) | (D1) Rad Belgrade       |
| 20 septembre 2017 | Metalac Gornji Milanovac (D2) | 1 - 2             | (D2) Proleter Novi Sad  |
| 20 septembre 2017 | FK Inđija (D2)                | 0 - 0 (5 - 4 tab) | (D1) Radnik Surdulica   |
| 11 octobre 2017   | Sloboda Užice (D2)            | 1 - 2             | (D1) Borac Čačak        |
| 11 octobre 2017   | Bežanija Novi Belgrade (D2)   | 0 - 1             | (D1) Napredak Kruševac  |
| 11 octobre 2017   | Étoile rouge de Belgrade (D1) | 5 - 0             | (D2) Dinamo Vranje      |
| 11 octobre 2017   | Rtanj Boljevac (D3)           | 0 - 3             | (D1) Partizan Belgrade  |

## Huitièmes de finale
| Date             | Locaux                  | Score             | Visiteurs                     |
| ---------------- | ----------------------- | ----------------- | ----------------------------- |
| 25 octobre 2017  | Mladost Lučani (D1)     | 4 - 0             | (D2) Proleter Novi Sad        |
| 25 octobre 2017  | Napredak Kruševac (D1)  | 7 - 2             | (D1) Radnički Pirot           |
| 25 octobre 2017  | Vojvodina Novi Sad (D1) | 6 - 1             | (D2) Budućnost Dobanovci      |
| 25 octobre 2017  | FK Inđija (D2)          | 0 - 3             | (D1) Javor Ivanjica           |
| 25 octobre 2017  | Zlatibor Čajetina (D3)  | 0 - 1             | (D1) FK Čukarički             |
| 15 novembre 2017 | Spartak Subotica (D2)   | 1 - 1 (5 - 6 tab) | (D1) Mačva Šabac              |
| 15 novembre 2017 | Partizan Belgrade (D1)  | 3 - 0             | (D1) Rad Belgrade             |
| 15 novembre 2017 | Borac Čačak (D1)        | 0 - 4             | (D1) Étoile rouge de Belgrade |

## Quarts de finale
| Date         | Locaux                  | Score             | Visiteurs                     |
| ------------ | ----------------------- | ----------------- | ----------------------------- |
| 14 mars 2018 | Javor Ivanjica (D1)     | 0 - 2             | (D1) Partizan Belgrade        |
| 14 mars 2018 | Mačva Šabac (D1)        | 0 - 0 (5 - 4 tab) | (D1) Étoile rouge de Belgrade |
| 14 mars 2018 | Vojvodina Novi Sad (D1) | 0 - 1             | (D1) Mladost Lučani           |
| 14 mars 2018 | Napredak Kruševac (D1)  | 0 - 2             | (D1) FK Čukarički             |

## Demi-finales
Les matchs allers sont joués le 18 avril 2018 tandis que les matchs retour sont disputés le 9 mai 2018.
| Équipe 1          | Score  | Équipe 2               | Aller | Retour |
| ----------------- | ------ | ---------------------- | ----- | ------ |
| FK Čukarički (D1) | 4 - 4E | (D1) Partizan Belgrade | 4 - 2 | 0 - 2  |
| Mačva Šabac (D1)  | 1 - 5  | (D1) Mladost Lučani    | 1 - 1 | 0 - 4  |

## Finale
| Titulaires :           |    |                             |     |
|                        |    |                             |     |
| G                      | 23 | 0 Dragan Rosić (en)         |     |
| DG                     | 17 | 0 Ivan Pešić (en)           |     |
| DC                     | 4  | 0 Ivan Milošević (en)       |     |
| DC                     | 93 | 0 Miloš Šatara (en)         |     |
| DD                     | 44 | 0 Bogdan Milošević          |     |
| MC                     | 31 | 0 Janko Tumbasević (en)     |     |
| MC                     | 15 | 0 Aleksandar Pejović (en)   |     |
| MO                     | 77 | 0 Predrag Pavlović          |     |
| AiG                    | 7  | 0 Stefan Dimić (en)         | 81e |
| AiD                    | 20 | 0 Lazar Jovanović (en)      |     |
| AC                     | 27 | 0 Vladimir Radivojević (en) | 57e |
|                        |    |                             |     |
| Remplaçants :          |    |                             |     |
| AC                     | 14 | 0 Miloš Trifunović (en)     | 57e |
| AiD                    | 8  | 0 Stefan Golubović (en)     | 81e |
|                        |    |                             |     |
| Entraîneur :           |    |                             |     |
| Nenad Milovanović (en) |    |                             |     |

| Titulaires :   |    |                       |       |
|                |    |                       |       |
| G              | 88 | 0 Vladimir Stojković  |       |
| DG             | 33 | 0 Nemanja Antonov     |       |
| DC             | 15 | 0 Svetozar Marković   |       |
| DC             | 73 | 0 Nemanja Miletić     |       |
| DD             | 4  | 0 Miroslav Vulićević  |       |
| MC             | 16 | 0 Saša Zdjelar        |       |
| MC             | 21 | 0 Marko Jevtović (en) |       |
| AiG            | 55 | 0 Danilo Pantić       |       |
| AiD            | 10 | 0 Marko Janković      | 90+6e |
| AC             | 3  | 0 Léandre Tawamba     |       |
| AC             | 18 | 0 Đorđe Ivanović (en) | 80e   |
|                |    |                       |       |
| Remplaçants :  |    |                       |       |
| MO             | 44 | 0 Armin Đerlek        | 80e   |
| AiD            | 7  | 0 Zoran Tošić         | 90+6e |
|                |    |                       |       |
| Entraîneur :   |    |                       |       |
| Miroslav Đukić |    |                       |       |

| Titulaires :           |    |                             |     |
|                        |    |                             |     |
| G                      | 23 | 0 Dragan Rosić (en)         |     |
| DG                     | 17 | 0 Ivan Pešić (en)           |     |
| DC                     | 4  | 0 Ivan Milošević (en)       |     |
| DC                     | 93 | 0 Miloš Šatara (en)         |     |
| DD                     | 44 | 0 Bogdan Milošević          |     |
| MC                     | 31 | 0 Janko Tumbasević (en)     |     |
| MC                     | 15 | 0 Aleksandar Pejović (en)   |     |
| MO                     | 77 | 0 Predrag Pavlović          |     |
| AiG                    | 7  | 0 Stefan Dimić (en)         | 81e |
| AiD                    | 20 | 0 Lazar Jovanović (en)      |     |
| AC                     | 27 | 0 Vladimir Radivojević (en) | 57e |
|                        |    |                             |     |
| Remplaçants :          |    |                             |     |
| AC                     | 14 | 0 Miloš Trifunović (en)     | 57e |
| AiD                    | 8  | 0 Stefan Golubović (en)     | 81e |
|                        |    |                             |     |
| Entraîneur :           |    |                             |     |
| Nenad Milovanović (en) |    |                             |     |

| Titulaires :   |    |                       |       |
|                |    |                       |       |
| G              | 88 | 0 Vladimir Stojković  |       |
| DG             | 33 | 0 Nemanja Antonov     |       |
| DC             | 15 | 0 Svetozar Marković   |       |
| DC             | 73 | 0 Nemanja Miletić     |       |
| DD             | 4  | 0 Miroslav Vulićević  |       |
| MC             | 16 | 0 Saša Zdjelar        |       |
| MC             | 21 | 0 Marko Jevtović (en) |       |
| AiG            | 55 | 0 Danilo Pantić       |       |
| AiD            | 10 | 0 Marko Janković      | 90+6e |
| AC             | 3  | 0 Léandre Tawamba     |       |
| AC             | 18 | 0 Đorđe Ivanović (en) | 80e   |
|                |    |                       |       |
| Remplaçants :  |    |                       |       |
| MO             | 44 | 0 Armin Đerlek        | 80e   |
| AiD            | 7  | 0 Zoran Tošić         | 90+6e |
|                |    |                       |       |
| Entraîneur :   |    |                       |       |
| Miroslav Đukić |    |                       |       |